# جاك تايلور (لاعب كرة قاعدة أمريكي)
جاك تايلور (بالإنجليزية: Jack Taylor)‏ هو لاعب كرة قاعدة أمريكي، ولد في 23 مايو 1873، وتوفي في 7 فبراير 1900 في جزيرة ستاتن في الولايات المتحدة بسبب التهاب الكلى.

## وصلات خارجية
- جاك تايلور (لاعب كرة قاعدة أمريكي) على موقعبيزبول رفرنس.كوم (الدوري الرئيسي) (الإنجليزية)
- جاك تايلور (لاعب كرة قاعدة أمريكي) على موقعبيزبول رفرنس.كوم (الدوري الثانوي) (الإنجليزية)